# 五丫口大桥
五丫口大桥是中国广东省的一座桥梁，承载广州市荔湾区龙溪大道与佛山市南海区海八路，全长673.76米，主桥长176.7m，是广州与佛山的交通要道，也是两市间11条牵手路之一。
该桥于1994年1月动工建设，1994年6月建成并连通两市，次年1月完工，同年7月双幅桥面通车。2018至2019年间桥梁曾进行半幅封闭维修，2023年4月22日晚22时至今封闭双车道限流通行。

## 基本
五丫口大桥位于中华人民共和国广东省，连接广州市荔湾区龙溪大道，佛山市南海区113省道海八路，横跨佛山水道。桥梁为双向8车道，全长673.76米，主桥长176.7米，宽37米，中跨78米，其两边跨56米、42.7米，系三跨预应力混凝土变截面连续箱梁桥。是两市间交通要道，11条牵手路之一。

## 历史

### 建设
桥梁于1994年1月动工建设，1994年6月建成，共投资7187万元，连接南海东西大道与广州龙溪大道，1995年1月竣工。

### 改造
2018至2019年间，五丫口大桥进行半幅封闭维修，2018年10月18日至次年1月21日，封闭原广州往佛山方向进行施工，2019年3月1日至6月30日，封闭原佛山往广州方向进行施工，保留四车道通行，进行引桥空心板梁拆除重建等工作，由两市共同出资。2019年7月14日，大桥维修加固工作完成，恢复双幅通车。
2023年4月22日晚22时至今，由于该桥桥墩老化，承重能力不足，预应力混凝土梁桥产生裂缝，在2023年常规定期检测技术状况等级中，等级下降至D级，封闭双向第1、4车道，保留双向四车道行驶，并实施限载，待到加固工作完成后开放通行。
2025年3月5日，桥梁改造项目由中铁大桥局集团中标，计划于2025年6月10日0时至次年11月30日期间进行改造，开放双向四车道通行，分为两阶段实施，依次于2025年6月10日0时至次年2月15日封闭广州至南海方向北幅桥，限高2.2米；2月16日0时至同年11月30日封闭南海至广州方向南幅桥。

## 桥梁问题
2017年8月3日，该桥桥面出现裂缝。随后，广州荔湾区市政部门将半数车道进行围蔽检查，随后确定为桥梁问题，并表示将尽快更换受损部分。
2023年5月18日，广东广播电视台DV现场收到当地居民反映，夜晚大车行经该桥时，居住房屋出现明显晃动且墙体出现裂缝，相关单位表示桥梁已经存在病害，无法给出相应解决方案。

## 外部連結
- . www.china-qiao.com.   [2025-01-17].
- .   [2025-01-18]. （原始内容存档于2025-01-24） –佛山公交百科.
- 维基共享资源上的相關多媒體資源：五丫口大桥